# Ћути, ћути ујко
Ћути, ћути ујко је песма коју су снимили српски певачи Баја Мали Книнџа и Бора Чорба. Објављена је на албуму Још се ништа не зна из 1993. године, а касније се нашла на великом броју других албума и компилација.
Била је најпопуларнија заједничка песма Боре Чорбе и Баје Малог Книнџе, неки медији у Босни и Херцеговини и Хрватској су је описали као „националистичку”, али аутори су истакли да је она заправо била „шаљивог” карактера.

## Опште информације
Песма је објављена 1993. године, а нашла се на албумима и компилацијама Баје Малог Книнџе као што су Још се ништа не зна, Најбоље од Баје, Највећи хитови, Коктел БР. 1, Моје Најљепше, Оне Наше ?!, Коктел српских песама и Највећи хитови - Победиће истина.
Неки медији у Босни и Херцеговини и Хрватској су ову песму оценили као „националистичку”, али аутори су истакли да је она заправо била „шаљивог” карактера. Певачи Баја Мали Книнџа и Бора Чорба су снимили неколико песама, али по речима медија и публике, ова је била њихова најпопуларнија заједничка песма.
Дужина песме је 2 минута и 50 секунди, издата је за издавачку кућу Супертон, а за њу је снимљен и видео спот. Аутор музике и текста песме је Баја Мали Книнџа, који ју је написао за време Рата у Хрватској, инспирисан тиме што је преко мотороле разговарао са „противничком страном”. Певач је истакао да је „ујко” из његове песме заправо његов пријатељ са којим је у младости играо фудбал, а који се код Дрниша за време рата нашао међу Оружаним снагама Републике Хрватске.